# Le Berceau du mensonge

Le Berceau du mensonge (Cradle of Lies) est un téléfilm américain réalisé par Oley Sassone et diffusé le 15 mai 2006 sur Lifetime.

## Synopsis
Lorsqu'Halley, directrice adjointe dans une école primaire rencontre Jack, brillant avocat, elle pense avoir rencontré l'homme de sa vie. Les deux souhaitent fonder une famille et avoir des enfants. Lorsqu'Halley découvre qu'elle attend une fille, Jack se montre désemparé et mécontent. Halley perce son secret : Jack ne peut hériter la totalité de la fortune familiale que s'il y a un héritier mâle. Halley doit tout faire pour ne pas mettre en péril sa vie ni celle de son enfant.

## Fiche technique
- Réalisation : Oley Sassone
- Scénario : David DuBos et Oley Sassone
- Société de production : Blueprint Entertainment, Breakthrough Entertainment
- Durée : 90 minutes
- Pays :  États-Unis,  Canada

## Distribution
- Dylan Neal (VF : Pierre Tessier) : Jack Collins
- Shannon Sturges : Haley Collins
- Natalie Brown : Michelle Fox
- Martin Roach : Détective Buck
- R. D. Reid : Arnold Golding
- Philip Craig (arz) : Franklin Devon
- Daveed Louza (VF : Philippe Siboulet) : l'inspecteur Jensen
- Tara Spencer-Nairn (en) : Lisa
- Landy Cannon : Roy Miller
- Naomi Snieckus (en) : Betty
- Eve Crawford : Herriet Devon
- Norm Spencer (en) : Arthur Whitney
- Trent McMullen : Kinard
- Brett Reason : Le responsable du pont
- Alan C. Peterson : Johnny Smith
- Anastasia Phillips (en) : La vendeuse Snippy
- Jennifer Foster : Dre Rosen
- Chad Allen : Serveur de process
- Elodie Gillett : Lucy, la vendeuse
- Karen Robinson : L'employée de la banque
- Chris Gillett : Partenaire #1
- Spike 'Abdul' Adamson : Le vigile #1
- Arwen Humphreys : La serveuse
- Randy Butcher : Le tueur